# Rosyjski kontyngent wojskowy w Kosowie
Rosyjski kontyngent wojskowy w Kosowie (ang. Russian Military Contingent, RMC) – wydzielony komponent Sił Zbrojnych Federacji Rosyjskiej, przeznaczony do udziału w NATO-wskich KFOR (Kosovo Force) w ramach operacji Joint Guardian w latach 1999–2003.

## Historia

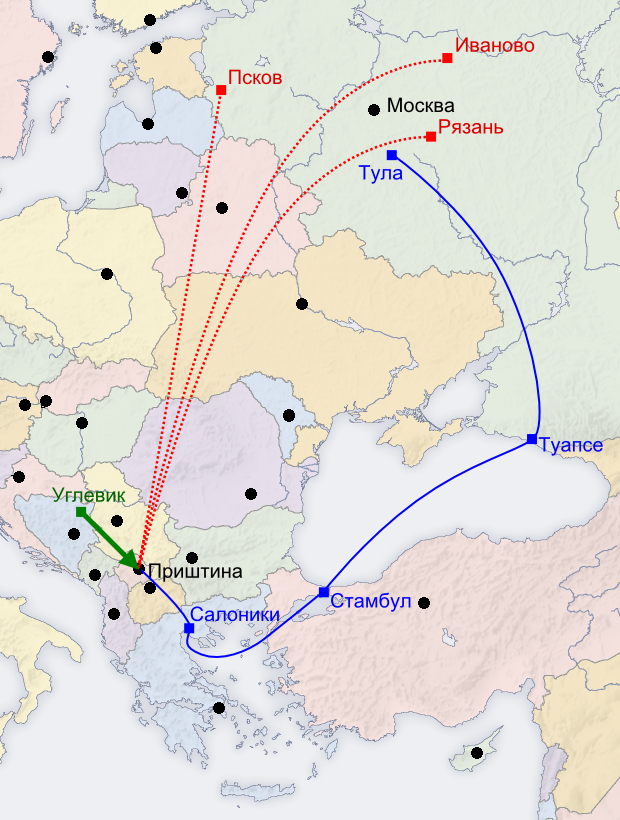
Przerzut rosyjskiego kontyngentu do Kosowa
droga lądowa („rajd na Prisztinę”)
droga lotnicza
droga morska

droga lądowa („rajd na Prisztinę”)
     droga lotnicza
     droga morska

### Incydent w Prisztinie
Pod koniec lat 90 XX wieku Armia Wyzwolenia Kosowa rozpoczęła wojnę partyzancką, co zmusiło rząd jugosłowiański do wysłania dodatkowych sił. Wojna w Kosowie z biegiem czasu przekształciła się we wzajemne czystki etniczne. W celu zapobiegnięcia dalszemu rozlewowi krwi cywilów NATO rozpoczęło operację Allied Force, mającą na celu wymuszenie poprzez ataki lotnicze wycofania przez Serbów ich jednostek. Ostatecznie 9 czerwca 1999 wszystkie strony konfliktu podpisały porozumienie o rozbrojeniu partyzantów, wycofaniu się regularnych jednostek i zastąpieniu ich przez międzynarodowe Siły w Kosowie (Kosovo Force – KFOR) pod dowództwem NATO.
Rosja jako tradycyjny sojusznik Serbii wsparła ją politycznie, krytykując interwencję NATO jako złamanie prawa międzynarodowego (akcja zbrojna została podjęta bez zgody ONZ). Po podpisaniu pomijającego Rosję porozumienia kończącego bombardowania, władze Federacji Rosyjskiej podjęły działania mające na celu utrzymanie swojej pozycji politycznej w regionie i wysłanie do Kosowa własnych siły pokojowe, nawet wbrew planom NATO.
Wejście wojsk Paktu Północnoatlantyckiego do Kosowa zaplanowano na 12 czerwca 1999, dlatego 10 czerwca nakazano dowódcy rosyjskiego kontyngentu SFOR (siły stabilizacyjne NATO) w Bośni i Hercegowinie przygotowanie batalionu powietrznodesantowego do ponad 600 km rajdu na terytorium Kosowa. 11 czerwca o godz. 04:00 kolumna 206 żołnierzy, 15 transporterów opancerzonych i 35 pojazdów samochodowych wyruszyła z Ugljeviku w kierunku granicy bośniacko-jugosłowiańskiej, przed którą napisy „SFOR” przemalowano na „KFOR”. Batalion przekroczył wewnętrzną granicę serbsko-kosowską z opóźnieniem, bo dopiero w nocy 11/12 czerwca, gdy siły NATO rozpoczęły już wkraczanie na terytorium Jugosławii. Cel rajdu, czyli lotnisko w Prisztinie, Rosjanie osiągnęli 12 czerwca w godzinach porannych.
Przejazd kolumny był obserwowany m.in. przez amerykańskie siły specjalne w Bośni czy reporterów CNN.
Awangarda brytyjskiej 4 Brygady Pancernej, czyli pododdział rozpoznawczy pod dowództwem kpt. Jamesa Blunta, który pojawił się pod lotniskiem w godzinach południowych, został zatrzymany przez rosyjskie blokady. Także próby zablokowania pasa startowego przez brytyjskie śmigłowce zakończyła się niepowodzeniem. Wobec zaistniałej sytuacji Naczelny Dowódca NATO w Europie gen. Wesley Clark rozkazał dowódcy KFOR gen. Mike’owi Jacksonowi atak na lotnisko – gen. Jackson odmówił wykonania rozkazu, argumentując to możliwością rozpętania trzeciej wojny światowej.
Nie oznaczało to poprawy sytuacji rosyjskich sił w Kosowie: pierwotny plan przerzutu trzech batalionów nie mógł być wykonany z powodu odmowy udzielenia korytarza powietrznego przez Węgry i Rumunię. Blokada lotniska w Prisztinie skutkowała odcięciem zaopatrzenia dla rosyjskich żołnierzy, którzy nie byli na to odpowiednio przygotowani.
W celu zażegnaniu kryzysu NATO i Rosja rozpoczęły w Helsinkach w Finlandii rozmowy na temat statusu rosyjskich wojsk w ramach KFOR. Rosjanie chcieli zrównania swojego kontyngentu z siłami najważniejszych państw Sojuszu Północnoatlantyckiego, obejmujących 5 sektorów, na które podzielono Kosowo – dodatkowo w tej rosyjskiej strefie większość etniczną mieli stanowić Serbowie. Było to niedopuszczalne dla NATO i groziło rozwojem serbskiego separatyzmu w Kosowie.

### Rosyjski kontyngent KFOR
Rezultatem rozmów w Helsinkach było podpisanie w dniu 18 czerwca 1999 porozumienia między Departamentem Obrony USA i Ministerstwem Obrony Rosji o rosyjskim zaangażowaniu w KFOR (Agreed Points on Russian Participation in KFOR). Zgodnie z jego postanowieniami:
- przy szczeblach dowodzenia NATO (SHAPE, AFSOUTH, KFOR) ulokowano przedstawicieli rosyjskiego ministerstwa obrony,
- dowódca rosyjskiego kontyngentu wojskowego (RMC) nie podlegał operacyjnie dowództwu natowskiemu i sprawował narodowy nadzór nad rosyjskimi jednostkami,
- rosyjskie jednostki wojskowe w Kosowie podlegały operacyjnie dowódcom brygad wielonarodowych,
- na terenie Kosowa nie będzie stacjonować więcej niż ekwiwalent 5 batalionowych grup taktycznych (2850 żołnierzy), nie licząc żołnierzy nadzorujących port lotniczy w Prisztinie (do 750) i oficerów łącznikowych (16),
- Rosjanie utrzymali nadzór na lotniskiem w Prisztinie, umożliwiając przy tym jego użytkowanie wszystkim kontyngentom KFOR,
- Rosjanie mieli prawo odmowy wykonania rozkazu dowódcy natowskiego,
- wszelkie zmiany dotyczące RMC następowały w drodze porozumień między stronami[8].

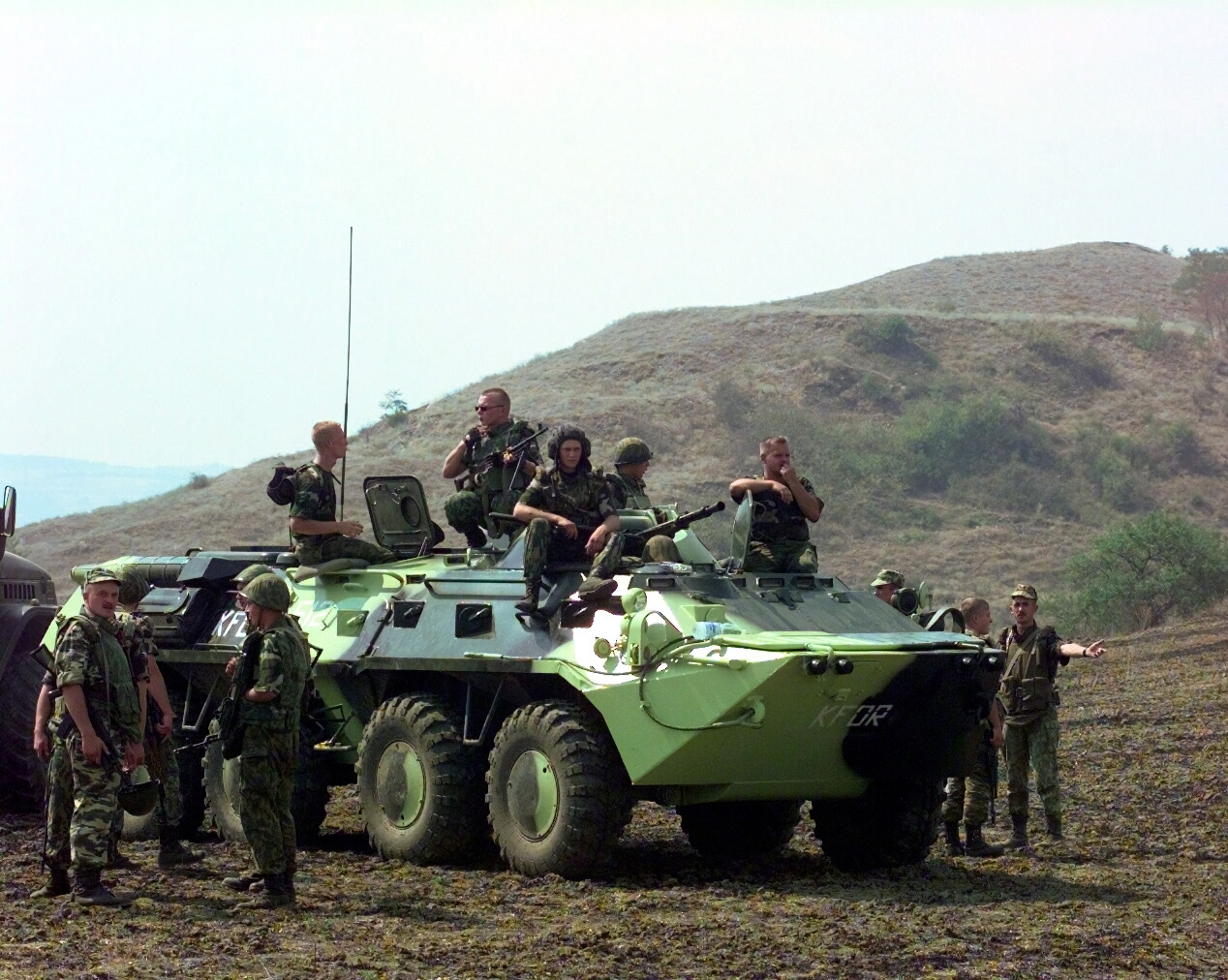
Rosyjscy żołnierze KFOR

25 czerwca 1999 prezydent Federacji Rosyjskiej Borys Jelcyn wydał dekret, a Rada Federacji uchwałę o skierowaniu kontyngentu do sił pokojowych w Kosowie, potwierdzone następnego dnia dyrektywą rządu federalnego. Operację podzielono na trzy etapy: 1. przegrupowania i przerzutu wojsk, 2. rozlokowania i zgrania z siłami NATO, 3. osiągnięcie gotowości do wykonywania zadań.
Przegrupowanie i przerzut kontyngentu drogą lotniczą i morską trwał od 5 lipca do 8 sierpnia. Rozlokowanie trzech batalionowych grup taktycznych wojsk powietrznodesantowych (11., 13., 14.) oraz jednostek wsparcia i zabezpieczenia (szpital polowy, artyleria, logistyka, łączność) przeprowadzono w dwóch rzutach: przygotowawczym w dniach 11–13 lipca oraz zasadniczym od 24 lipca do 13 sierpnia. Następnie żołnierze RMC przeli do wykonywania zadań, obejmujących:
- zapewnienie bezpieczeństwa cywilom i siłom międzynarodowym
- demilitaryzację podporządkowanego rejonu,
- patrolowanie granicy i utrzymywaniu punktów granicznych,
- wsparcie pomocy humanitarnej.

Problemy pojawiły się przy transporcie 12 Grupy Taktycznej: Albańczycy zablokowali drogi prowadzące do miejscowości Orahovac w sektorze niemieckim, gdzie mieli stacjonować Rosjanie. Ze względu na brak możliwości objęcia przez tę grupę taktyczną wyznaczonej strefy zdecydowano o jej rozformowaniu (według pierwotnych założeń 3 z 4 grup taktycznych miały znajdować się w bezpośrednim sąsiedztwie, stanowiąc tym samym nieformalną rosyjską „strefę”). Ostatecznie rosyjski kontyngent rozlokowano w następujących sektorach:
| Sektor                        | Dowodzenie        | Jednostki rosyjskie                                          |
| ----------------------------- | ----------------- | ------------------------------------------------------------ |
| Wielonarodowa Brygada Centrum | Wielka Brytania   | obsada lotniska w Prisztinie, szpital polowy, inne jednostki |
| Wielonarodowa Brygada Zachód  | Niemcy            | 11 Grupa Taktyczna                                           |
| Wielonarodowa Brygada Wschód  | Stany Zjednoczone | 13 Grupa Taktyczna                                           |
| Wielonarodowa Brygada Północ  | Francja           | 14 Grupa Taktyczna                                           |

W październiku 2001 przeprowadzona została redukcja RMC: wycofana została batalionowa 11 grupa taktyczna i część mniejszych jednostek. Kontyngent liczył ok. 1300 żołnierzy.
Między 14 maja na 1 lipca 2002 nastąpiła restrukturyzacja i kolejna redukcja RMC: żołnierzy wojsk powietrznodesantowych zastąpili żołnierze innych rodzajów wojsk rosyjskich wojsk lądowych (wystawionych głównie przez Moskiewski Okręg Wojskowy), wycofano 14 grupę taktyczną i skoncentrowano resztę kontyngentu (ok. 650 żołnierzy) w sektorach centralnym i wschodnim.
W maju 2003 Prezydent FR Władimir Putin wydał decyzję o wycofaniu rosyjskich kontyngentów wojskowych z sił pokojowych NATO na Bałkanach: SFOR (ok. 320 żołnierzy) i KFOR (ok. 650 żołnierzy). 31 maja 2003 nastąpiło historyczne przekazanie nadzoru na portem lotniczym w Prisztinie: po niemal 4 latach obecności rosyjskich sił ich zadania przejął batalion z Finlandii. Od 17 czerwca do 23 lipca wszyscy rosyjscy żołnierze opuścili terytorium Kosowa.

## Struktura organizacyjna
Struktura organizacyjna rosyjskiego kontyngentu KFOR w sierpniu 1999:
- Dowódca rosyjskiego kontyngentu wojskowego w Kosowie
  - 11 Grupa Taktyczna
  - 12 Grupa Taktyczna
  - 13 Grupa Taktyczna
  - 14 Grupa Taktyczna
  - samodzielny szpital polowy
  - samodzielna kompania powietrznodesantowa
  - jednostki wsparcia i zabezpieczenia
  - obsada portu lotniczego w Prisztinie

Liczebność rosyjskiego kontyngentu wojskowego:
- ok. 3600 żołnierzy (sierpień 1999)
- ok. 1300 żołnierzy (październik 2001)
- ok. 650 żołnierzy (lipiec 2002)

Dowódcami rosyjskiego kontyngentu wojskowego byli m.in.
- gen. dyw. Wiktor Kazancew[14]
- gen. dyw. Nikołaj Kriwencow[15]